# Букха – Хор-Хвайр
Букха – Хор-Хвайр – мультифазний трубопровід, призначений для подачі продукції офшорного  родовища Букха до газопереробного заводу Хор-Хвайр.
У 1994 році в оманському секторі Ормузької протоки почалась розробка газоконденсатного родовища Букха. Видобута тут продукція спрямовувалась на переробку до розташованого у сусідніх Об’єднаних Арабських Еміратах ГПЗ Хор-Хвайр (емірат Рас-ель-Хайма). Оскільки вміст конденсату у продукції Букхи був доволі високий  (4 – 5,5 тисяч барелів конденсату при видобутку газу на рівні 0,85 – 1,1 млн м3 на добу), обмежились прокладанням одного мультифазного трубопровода. Він мав довжину 35 км та був виконаний в діаметрі 400 мм.
У 2009-му почався видобуток на родовищі Західна Букха (початковий рівень 10 тисяч барелів легкої нафти та 0,85 млн м3 попутного газу), платформу якого під’єднали до платформи Букхи за допомогою мультифазного трубопровода діаметром 300 мм.
А в 2017-му став до ладу оманський газопереробний завод Мусандам, котрий почав приймати продукцію Букхи та Західної Букхи, що призвело до припинення поставок по трубопроводу до Хор-Хвайр.